# 池尻凪沙
池尻 凪沙（いけじり なぎさ、1996年12月19日 - ）は、熊本県荒尾市出身の女子サッカー選手。ノジマステラ神奈川相模原所属。ポジションはゴールキーパー。

## 経歴
二卵性双生児の妹である池尻茉由と共にサッカーを始める、熊本のMELSA熊本FCで基礎を学ぶ。ゴールキーパーを始めたきっかけはジャンケンに負けたため。

### ユース
2012年に妹と共に兵庫県に移り、高校女子サッカーの名門日ノ本学園高等学校に進学。 田邊友恵の指導を受け、同期に万屋美穂、國武愛美、八坂芽依、池尻茉由、同じゴールキーパーの木付優衣などが居た。高校では木付が正ゴールキーパーを務めており、池尻は控えとして、全国高等学校総合体育大会女子サッカー競技大会の3連覇（登録は2013年1月開催の第21回大会と、2015年1月開催の第23回大会のみ）や、2年連続の夏冬連覇（高校総体と選手権）の達成を支えた（高校総体での登録は2014年8月の大会のみ）。
2015年4月に帝京平成大学に進学する。

### シニア
2018年11月15日、マイナビベガルタ仙台レディースから加入内定が発表された。
2019年2月1日 - 3日に日本サッカー協会によって開催された女子GKキャンプ（大阪）に選出された。
2019年3月21日、2019プレナスなでしこリーグ1部 第1節のノジマステラ神奈川相模原戦で、なでしこリーグ初出場を果たした。
2021年、ノジマステラ神奈川相模原に完全移籍。

## 人物
Hey! Say! JUMPの山田涼介の大ファンで発売したCDは初回盤と通常盤２枚を必ず買う。好きな食べ物はチョコレート。

## 個人成績

### クラブ
| 国内大会個人成績 | 国内大会個人成績               | 国内大会個人成績 | 国内大会個人成績 | 国内大会個人成績 | 国内大会個人成績 | 国内大会個人成績 | 国内大会個人成績 | 国内大会個人成績 | 国内大会個人成績 | 国内大会個人成績 | 国内大会個人成績 |
| 年度             | クラブ                         | 背番号           | リーグ           | リーグ戦         | リーグ戦         | リーグ杯         | リーグ杯         | オープン杯       | オープン杯       | 期間通算         | 期間通算         |
| 年度             | クラブ                         | 背番号           | リーグ           | 出場             | 得点             | 出場             | 得点             | 出場             | 得点             | 出場             | 得点             |
| 日本             | 日本                           | 日本             | 日本             | リーグ戦         | リーグ戦         | リーグ杯         | リーグ杯         | 皇后杯           | 皇后杯           | 期間通算         | 期間通算         |
| ---------------- | ------------------------------ | ---------------- | ---------------- | ---------------- | ---------------- | ---------------- | ---------------- | ---------------- | ---------------- | ---------------- | ---------------- |
| 2018             | 帝京平成大学                   | 1                | -                | -                | -                | -                | -                | 2                | 0                | 2                | 0                |
| 2019             | マイナビベガルタ仙台レディース | 21               | なでしこ1部      | 7                | 0                | 4                | 0                | 1                | 0                | 12               | 0                |
| 2020             | マイナビベガルタ仙台レディース | 21               | なでしこ1部      | 2                | 0                | -                | -                | 1                | 0                | 3                | 0                |
| 2021-22          | ノジマステラ神奈川相模原       | 16               | WE               | 4                | 0                | -                | -                | 0                | 0                | 4                | 0                |
| 2022-23          | ノジマステラ神奈川相模原       | 16               | WE               | 1                | 0                | 1                | 0                | 1                | 0                | 3                | 0                |
| 2023-24          | ノジマステラ神奈川相模原       | 16               | WE               | 11               | 0                | 5                | 0                | 1                | 0                | 17               | 0                |
| 2024-25          | ノジマステラ神奈川相模原       | 16               | WE               |                  |                  | 3                | 0                | 0                | 0                | 3                | 0                |
| 通算             | 日本                           | 日本             | 1部              | 25               | 0                | 13               | 0                | 4                | 0                | 39               | 0                |
| 通算             | 日本                           | 日本             | その他           | -                | -                | -                | -                | 2                | 0                | 2                | 0                |
| 総通算           | 総通算                         | 総通算           | 総通算           | 25               | 0                | 13               | 0                | 6                | 0                | 41               | 0                |

- 日本女子サッカーリーグ
  - 初出場 - 2019年3月21日 なでしこリーグ1部 第1節 ノジマステラ神奈川相模原戦 (相模原ギオンスタジアム)[8]

- WEリーグ
  - 初出場 - 2022年3月27日 第15節 ジェフユナイテッド市原・千葉レディース (相模原ギオンスタジアム)[9]

## タイトル

### クラブ
- 日ノ本学園高等学校
  - 全日本高等学校女子サッカー選手権大会: 1回 (2015年)[10]
  - 全国高等学校総合体育大会サッカー競技大会(女子): 1回 (2014年)[11]